# Dioni Fernández
Dioni Fernández (* 24. März 1952 in Villa Francisca) ist ein dominikanischer Merenguemusiker.

## Leben
Fernández studierte ab 1967 an der Academia Musical Iris del Valle Saxophon und Klarinette. Mit Manuel Tejada, Jorge Taveras und El Gran Comprés gründete er Ende der 1960er Jahre die Rockgruppe Iron Fire. Von 1973 bis 1975 leitete er Ema Balaguers Orchester Cruzada de Amor und kam in dieser Zeit erstmals mit der Merengue in Kontakt. Seine musikalische Ausbildung setzte er zwischen 1973 und 1977 am Conservatorio Nacional de Música fort.
1977 engagierte ihn Félix del Rosario als Pianist der Gruppe Los Magos del Ritmo, und im Folgejahr wurde er von Cholo Brenes in die aus den "Los Magos" hervorgegangenen Los Hijos del Rey aufgenommen. Als Mitglied der Gruppe trat er u. a. mit Fernando Villalona und Raulín Rosendo auf. Mit Sandy Reyes, der das Orchester von Wilfrido Vargas verlassen hatte, gründete er das Orchester El Equipo, das 1980 in Azua debütierte.
Mit El Equipo nahm er 1981 Titel wie El guardia del arsenal auf. Nach dem Ausscheiden von Reyes, der durch Charlie Rodríguez ersetzt wurde, erschienen bei Karen Récords die ersten Alben des Orchesters. In den 1980er und 1990er Jahren entstanden mit den Sängern Rodríguez und Sergio Vargas Titel wie Cal y arena, Los diseñadores und Oye muchacha. Aus El Equipo gingen außer Sandy Reyes, Charlie Rodríguez und Sergio Vargas Merenguemusiker wie Carlos David, Pablo Martínez, Kaki Vargas und Diómedes Núñez hervor.